# Karl Streibel
Ne doit pas être confondu avec Karl Steubl.
Karl Streibel, né le 11 octobre 1903 à Prudnik, et décédé le 5 août 1986 à Hambourg, est un SS-Hauptsturmführer, deuxième et dernier commandant du camp de concentration de Trawniki — l'un des sous-camps de Majdanek, en Pologne occupée pendant la Seconde Guerre mondiale.

## Carrière
Streibel est né à Prudnik (Neustadt in Oberschlesien), dans la province de Haute-Silésie. Après avoir terminé l'école primaire, il part pour le Brésil, où il travaille comme vendeur. Il s'est marié là-bas et a eu une fille. En 1928, il est retourné avec sa famille en Allemagne et a repris un petit restaurant dans sa ville natale de Prudnik. Il l'a fermé après la crise économique de 1932. Dans un rapport du personnel SS de 1936 sous le titre «Blessures, persécutions et punitions dans la lutte pour le mouvement», il y avait une entrée affirmant que le restaurant Prudnik avait été «complètement ruiné par le boycott».
Il rejoint le NSDAP et les SS à l'âge de 29 ans, en novembre 1932. Il est promu Obersturmführer juste avant l'invasion de la Pologne. Il est nommé chef du camp de travail de Trawniki par Globocnik le 27 octobre 1941 pour conduire la formation de la police auxiliaire collaborationniste Hiwis pour servir avec l'Allemagne nazie au sein du gouvernement général. Son camp avait également emprisonné des Juifs polonais condamnés aux travaux forcés. Les Juifs ont tous été assassinés lors de l'Aktion Erntefest le 3 novembre 1943,,.
Les hommes Trawniki ont également participé à l'Aktion Reinhard, l'extermination nazie des Juifs de Pologne. Ils procédèrent à des exécutions dans des camps de la mort et dans des ghettos juifs, notamment Belzec, Sobibor, Treblinka II, Varsovie (trois fois, voir le rapport Stroop), Częstochowa, Lublin, Lwów, Radom, Cracovie, Białystok (deux fois), Majdanek ainsi qu'à Auschwitz, et des sous-camps restants de KL Lublin / Majdanek, notamment Poniatowa, Budzyn, Kraśnik, Puławy, Lipowa, mais aussi lors des massacres à Łomazy, Międzyrzec, Łuków, Radzyń, Parczew, Końskowola, Komarówka, etc, assistés par les SS et le bataillon de police de réserve 101 de l’Ordnungspolizei,.

## Fuite et procès
Le 24 juin 1944, Streibel prend la fuite du camp de Trawniki avec son bataillon SS Streibel vers Cracovie et Auschwitz, peu avant l'offensive soviétique. Ils se replient à nouveau à travers la Pologne et la Tchécoslovaquie jusqu'à Dresde, en Allemagne, où son bataillon est dissous entre le 4 mars et le 12 avril 1945. Streibel et ses Hiwis se mélangent alors à la population civile afin d'échapper aux poursuites.
Peu d'informations circulent sur son sort jusqu'à sa mise en accusation en 1970. Streibel a été jugé à Hambourg pour ses activités de guerre et, en 1976, acquitté de tout acte répréhensible et mis en liberté. Le procureur allemand Helge Grabitz lui donne raison, lui accordant même une perte de mémoire partielle. Streibel a été déclaré innocent d'incitation à la violence ; sans poursuites ni droit d'appel. D'autres récits de son activité d'après-guerre semblent manquants.